# Ordenen de l'Union Parfaite

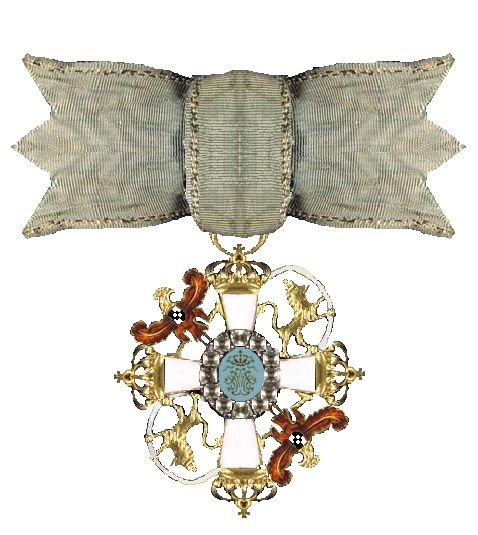
Ordenen de l'Union Parfaite.

Ordenen de l'Union Parfaite, eller bara L'union parfaite, även Ordre de la Fidélité, var en dansk orden, som instiftades år 1732 av Danmarks drottning Sofia Magdalena. Orden stiftades till minne av Sofia Magdalenas lyckliga äktenskap, och var den första danska orden som också kunde bäras av kvinnor. Den gavs vanligtvis till gifta par som levde harmoniskt och lyckligt. Orden delades ut fram till Sofia Magdalenas död år 1770. 